# Гамильтон, Александр, 10-й герцог Гамильтон
Александр Гамильтон (англ. Alexander Hamilton; 3 октября 1767 — 18 августа 1852) — шотландский аристократ и политик, коллекционер произведений искусства. 10-й герцог Гамильтон и 7-й герцог Брендон (1819—1852), 7-й барон Даттон (1806—1852), лорд-лейтенант Ланаркшира (1802—1852), великий мастер Великой ложи Шотландии (1820—1822).

## Биография
Родился 3 октября 1767 года на площади Сент-Джеймс в Лондоне, старший сын Арчибальда Гамильтона (1740—1819), 9-го герцога Гамильтона и 6-го герцога Брендона (1799—1819), и Гарриет Стюарт (1750—1788).
Получил образование в лондонской школе Харроу и колледже Крайст-Чёрч в Оксфорде.
Александр Гамильтон был членом партии вигов, политическую карьеру начал в 1802 году, когда он был избран депутатом в парламент от Ланкастера. Заседал в палате общин до 1806 года, когда он был назначен членом Тайного совета и послом в Санкт-Петербурге (1807).
В 1802—1852 годах Александр Гамильтон был лордом-лейтенантом Ланаркшира.

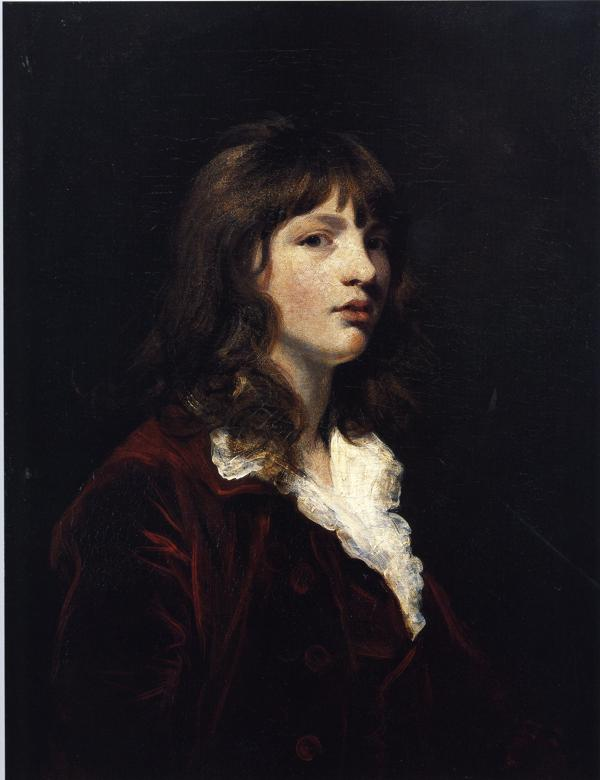
Александр Гамильтон в 15 лет, портрет Джошуа Рейнольдса

В феврале 1819 года после смерти своего отца Александр Гамильтон унаследовал титулы герцога Гамильтона, герцога Брендона, маркиза Клайдсдейла, маркиза Дугласа, графа Аррана и Кембриджа, графа Ланарка, графа Ангуса, а также другие титулы.
Лорд-стюард на коронации короля Вильгельма IV в 1831 году и коронации королевы Виктории в 1838 году. В 1836 году стал кавалером ордена Подвязки.
Он занимал должности великого мастера Великой ложи Шотландии (1820—1822), президента Хайленда и сельскохозяйственного общества Шотландии (1827—1831). Попечитель Британского музея (1834—1852).

## Смерть и наследие
Герцог Александр Гамильтон проявлял большой интерес к древнеегипетским мумиям и был настолько впечатлён работой эксперта по мумиям Томаса Петтигрю, что поручил ему мумифицировать себя после смерти.
18 августа 1852 года 84-летний Александр Гамильтон скончался в Портмен-сквере в Лондоне. Его похоронили 4 сентября 1852 года во дворце Гамильтон в Шотландии. В соответствии с его пожеланиями, тело Гамильтона было мумифицировано после его смерти и помещено в саркофаг периода Птолемеев, который герцог приобрел в Париже в 1836 году якобы для Британского музея. В то же время он приобрел саркофаг важного вельможи Пабаза, который в настоящее время хранится в музее Келвингроув. В 1842 году Гамильтон из-за переполнения фамильного склепа начал строительство Мавзолея Гамильтонов в городе Гамильтон. Сам герцог не был предан земле вместе с другими герцогами из рода Гамильтонов, а с 1858 по 1921 год находился в Мавзолее Гамильтонов. В 1921 году из-за проседания и последующего сноса дворца останки герцога были перенесены на кладбище Бент в Гамильтоне, где они до сих пор покоится в его саркофаге.
Его обширная коллекция картин, книг и рукописей была продана в июле 1882 года за 397 562 фунтов стерлингов. Рукописи были приобретены правительством Германии за 80 000 фунтов стерлингов. Некоторые рукописи были выкуплены английским правительством и в настоящее время хранятся в Британском музее.

## Семья и дети
26 апреля 1810 года в Лондоне женился на Сюзан Бекфорд (1786—1859), дочери сэра Уильяма Томаса Бекфорда (1760—1844) и леди Маргарет Гордон (ок. 1760 — 1786), дочери Чарльза Гордона, 4-го графа Эбойна. Дети:
- Уильям Гамильтон (1811—1863), 11-й герцог Гамильтон и 8-й герцог Брендон;
- леди Сьюзен Гамильтон (1814—1889); муж (с 1832 года) — Генри Пелэм-Клинтон (1811—1864), 5-й герцог Ньюкасл-андер-Лайн.